# トリビアーノ
トリビアーノ（伊: Tribiano）は、イタリア共和国ロンバルディア州ミラノ県にある、人口約3,600人の基礎自治体（コムーネ）。

## 地理

### 位置・広がり

#### 隣接コムーネ
隣接するコムーネは以下の通り。括弧内のLOはローディ県所属を示す。
- コルトゥラーノ
- ドレザーノ
- メディリア
- ムラッツァーノ (LO)
- パウッロ

### 地震分類
イタリアの地震リスク階級 (it) では、3 に分類される
。

## 行政

### 分離集落
トリビアーノには、以下の分離集落（フラツィオーネ）がある。
- Lanzano, San Barbaziano, Zoate